# 哈明德·杜瓦
哈明德·辛格·杜瓦，出生在旁遮普邦的贾朗达尔，是印度出身的英国医生和研究人员，他是英国诺丁汉大学教授，眼科及视觉科学学组组长。在此之前，他曾在美国费城托马斯·杰斐逊大学做副教授，1994年4月转到诺丁汉。
杜瓦与阿伦·辛格共同主编《英国眼科杂志》。他是EuCornea——欧洲角膜和眼表疾病专家学会会长。他也是EVERf （欧洲视觉与眼科研究协会）的会长及该协会的总裁。他当选为国际眼科学会主席，并且是美国眼科学会会员。
2013年，他与诺丁汉大学的同事发现了一种仅15微米厚的角膜结构——杜瓦层。